# Otto von Hügel
Eugen Otto Freiherr von Hügel (Stuttgart, 28. rujna 1853. – Nonneau, 3. siječnja 1928.) je bio njemački general i vojni zapovjednik. Tijekom Prvog svjetskog rata zapovijedao je XXVI. pričuvnim korpusom na Zapadnom bojištu. 

## Vojna karijera
Otto von Hügel rođen je 28. rujna 1853. u Stuttgartu. Od rujna 1868. pohađa je vojnu akademiju u Ludwigsburgu, te je po završetku iste raspoređen na službu u 122. streljačku pukovniju s kojom sudjeluje u Prusko-francuskom ratu. Tijekom navedenog rata odlikovan je Željeznim križem. U svibnju 1876. promaknut je u čin poručnika, u veljači 1885. unaprijeđen je u čin satnika, dok čin bojnika dostiže u rujnu 1892. godine. Nakon službe u 125. pješačkoj pukovniji u Stuttgartu, postaje zapovjednikom bojne u 122. streljačkoj pukovniji, da bi potom zapovijedao bojnom u 180. pješačkoj pukovniji. U svibnju 1899. promaknut je u čin potpukovnika, te služi u stožeru 8. streljačke pukovnije u Wiesbadenu.
U ožujku 1901. Hügel je promaknut u pukovnika, te postaje zapovjednikom 121. pješačke pukovnije u Ludwigsburgu. Navedenom pukovnijom zapovijeda do ožujka 1905. kada preuzima zapovjedništvo nad 54. pješačkom brigadom. Mjesec dana po preuzimanju zapovjedništva, unaprijeđen je u čin general bojnika. U lipnju 1908. promaknut je u general poručnika, te postavljen za zapovjednika 2. pješačke divizije sa sjedištem u Insterburgu. Navedenom divizijom zapovijeda do travnja 1912. kada je premješten u pričuvu.

## Prvi svjetski rat
Na početku Prvog svjetskog rata Hügel je reaktiviran, te raspoređen na službu u stožer XIII. korpusa kojim je zapovijedao Max von Fabeck. Ubrzo međutim, krajem kolovoza 1914., preuzima zapovjedništvo nad novoformiranim XXVI. pričuvnim korpusom kojim zapovijeda većim dijelom rata. Istodobno s imenovanjem promaknut je u čin generala pješaštva. Hügel je sa XXVI. pričuvnim korpusom raspoređen na Zapadno bojište u sastav 4. armije kojom je zapovijedao vojvoda Albrecht. Korpus je držao položaje u Flandriji gdje sudjeluje u Prvoj bitci kod Ypresa. Za uspješno zapovijedanje XXVI. pričuvnim korpusom Hügel je 28. kolovoza 1916. odlikovan ordenom Pour le Mérite.
U rujnu 1916. Hügel je sa XXVI. pričuvnim korpusom premješten južnije na položaje na Sommi gdje Hügel sudjeluje u Bitci na Sommi. Tijekom navedene bitke u listopadu jedno vrijeme zapovijeda jedinicama 2. armije južno od Somme, da bi ubrzo sa svojim korpusom bio premješten u pokrajinu Champagne u sastav 3. armije kojom je zapovijedao Karl von Einem. Neposredno pred početak Proljetne ofenzive u ožujku 1918. Hügel je smijenjen s dužnosti zapovjednika XXVI. pričuvnog korpusa, te stavljen na raspolaganje. Na mjestu zapovjednika XXVI. pričuvnog korpusa zamijenio ga je Oskar von Watter, dotadašnji zapovjednik 54. pješačke divizije.

## Poslije rata
Hügel do kraja rata nije dobio novo zapovjedništvo. Preminuo je 3. siječnja 1928. godine u 75. godini života u Nonneau.  

## Vanjske poveznice
(eng.) Otto von Hügel na stranici Prussianmachine.com

(njem.) Otto von Hügel na stranici Deutschland14-18.de  Arhivirana inačica izvorne stranice od 23. rujna 2015. (Wayback Machine)